# Dolmen La Croix-du-Breuil
Der 1907 von René Farge ausgegrabene Dolmen La Croix-du-Breuil liegt auf einem Grundstück mit Namen „La Grend Pré“, östlich von Verneuil-sur-Vienne, etwa fünf km westlich von Limoges sowie westlich des Weilers La Croix-du-Breuil und der Straße D 2000, direkt an der „Route du Dolmen“ im Département Haute-Vienne in Frankreich. Dolmen ist in Frankreich der Oberbegriff für neolithische Megalithanlagen aller Art (siehe: Französische Nomenklatur).
Der nicht näher bestimmbare Dolmenrest besteht aus fünf seitlichen Tragsteinen und dem zerbrochenen Deckstein. Der vordere und hintere Teil des Dolmens fehlen ebenso wie der Hügel.
Der Dolmen La Croix-du-Breuil ist seit 1988 als Monument historique eingestuft.